# Josep Maria Rovira Belloso
Josep Maria Rovira Belloso (Barcelona, 10 de marzo de 1926-Barcelona, 16 de junio de 2018) fue un sacerdote y teólogo español.

## Biografía
Ordenado sacerdote en 1953, estudió teología y derecho, primero en la Universidad de Barcelona, donde se doctoró en 1956, y luego en la Universidad Gregoriana de Roma. Ha tenido varios cargos eclesiásticos y ha sido catedrático de teología de la Facultad de Teología de Cataluña (desde 1964) y, desde 1996, rector de la parroquia de la Virgen de los Ángeles de Barcelona.  Desarrolló su actividad pastoral en diversas parroquias y, en especial, con el equipo sacerdotal del barrio de Gornal, en Hospitalet de Llobregat, con Casimir Martí.
Fue patrón y patrón emérito de la Fundación Joan Maragall. Fue uno de los principales representantes de la teología moderna catalana. Durante sus últimos años había reflexionado sobre la presencia de la fe y el papel de los cristianos en la sociedad contemporánea. En 1999 recibió la Cruz de Sant Jordi.

## Obras
- La visión de Dios según Enrique de Gante (1960)
- Estudis per a un tractat sobre Déu (1970)
- Fe i llibertat creadora (1971)
- L'univers de la fe (1975)
- Trento, una interpretación teológica (1979)
- Leer el Evangelio (1980)
- Revelació de Déu, salvació de l'home (1981)
- La humanitat de Déu (1984)
- Fe i cultura al nostre temps (1987)
- La Bíblia (1989) (Premio Crítica Serra d'Or de Literatura Infantil i Juvenil, 1990)
- Societat i regne de Déu (1992)
- Tratado de Dios Uno y Trino (1993)
- El misteri de Déu (1994)
- Introducción a la teología (1996)
- Vaticano II: un Concilio para el tercer milenio (1997)
- Del Concilii Vaticá II al Concili Provincial Tarraconense (1998)
- Déu, el Pare (1999)
- Símbols de l'esperit (2001)
- Qui és Jesús de Nazaret (2005)
- L'Evangeli il·lumina el Credo (2014)[8]
- Déu és feliç donant-se. Esboç d'una teologia espiritual[9]